# Sylogizm
Sylogizm (z stgr. συλλογισμός – konkluzja, wniosek) – schemat wnioskowania na podstawie dwóch przesłanek, które zawierają wspólny element, a każdy element wniosku zawarty jest w dokładnie jednej przesłance.

## Sylogizm Arystotelesa
Sylogizm wywodzi się z prac Arystotelesa, który jako pierwszy podał jego przykład, znany właśnie jako sylogizm Arystotelesa. Jego sformułowanie uważane jest za początek klasycznej logiki. Najczęściej przywoływany jest w postaci:
Jeżeli każdy M jest P oraz każdy P jest S, to każdy M jest S.
Przytoczone powyżej zdanie jest prawdziwe niezależnie od tego, czy za każdy M jest P lub każdy P jest S podstawimy prawdę czy fałsz. Np. jeżeli powiemy: Jeżeli każdy człowiek jest drzewem i każde drzewo jest rośliną, to każdy człowiek jest rośliną, całość będzie zdaniem prawdziwym, pomimo że np. przesłanka każdy człowiek jest drzewem jest fałszywa.

## Przykłady
Poniżej zaprezentowano schematy figur sylogistycznych różnych trybów. Przykładowo tryb „Barbara” zgodnie ze schematem mówi, że „Każde M jest P, każde S jest M, więc każde S jest P”. Należy więc wyjaśnić, dlaczego jest zapisywany w takiej formie. Jak stwierdził Oktawian Nawrot, „sylogistyka, zwana również tradycyjną logiką nazw, tradycyjnym rachunkiem nazw lub tradycyjną logiką zdań kategorycznych, jest najstarszym systemem logicznym, za twórcę którego uważa się Arystotelesa. System ten na przestrzeni wieków nie uległ znaczącym zmianom”. Ułatwia to tym samym zrozumienie i układanie sylogizmów.
Sylogistyka to teoria związków zachodzących między tzw. zdaniami kategorycznymi, to znaczy zdaniami o budowie podmiotowo-orzecznikowej. Każde zdanie winno zawierać podmiot i orzecznik. W tradycyjnej logice zdań wyróżnia się cztery takie zdania, które są obrazowane następującymi symbolami:
1. S a P
2. S e P
3. S i P
4. S o P

S to podmiot (od łac. subiectum), P to orzecznik (łac. predicatum). W miejsce S i P należy podstawiać w sylogistyce nazwy niepuste, czyli takie, które posiadają jakieś desygnaty. Zaś symbole „a”, „e”, „i”, „o”, to stałe logiczne, za pomocą których zdania są konstruowane. Stałe „a” oraz „i” oznaczają zdania twierdzące. Ich literowe oznaczenia pochodzą od łacińskiego affirmo – twierdzę. Stałe „e” oraz „o” określają zdania przeczące, ich oznaczenia pochodzą od nego – przeczę.
Nazwy w zdaniu pełnią w sylogistyce rolę terminów (łac. terminus). Powinny być to nazwy niepuste, tj. posiadające realnie istniejące desygnaty.
Zatem zdanie „M a P” będzie zdaniem kategorycznym twierdzącym. Odczytuje się je jako „Każde M jest P”. Jeśli w miejsce M i P wstawimy nazwy niepuste, np. „wikipedystka” i „kobieta”, to otrzymamy „Każda wikipedystka jest kobietą”. Używając stałej „i”, ułożymy zdanie „P i M”, które będzie oznaczało „Niektóre wikipedystki są kobietami”. W trybach sylogistycznych ważne jest prześledzenie, jak zachodzą na siebie zakresy nazwowe poszczególnych nazw, w tym przypadku kobiet i wikipedystek.
Terminy również pełnią specjalne funkcje. S to termin mniejszy (terminus minor), P to termin większy (terminus maius), M to termin średni (terminus medius). Sylogizm jest zbudowany hierarchicznie: u góry przesłanka większa (z terminem P), poniżej jest przesłanka mniejsza (z terminem S), a pod kreską wniosek. Sylogizmy układają się w figury i tryby, zależnie od położenia terminów. Wyróżnia się cztery podstawowe figury (I, II, III, IV), które różnią się położeniem terminu średniego „M”. Dla każdej z figur można zbudować 64 tryby, przesuwając termin średni i manipulując stałymi (a, e, i, o). Łącznie więc można otrzymać 256 trybów. Jednakże tylko część z nich jest trybami logicznie poprawnymi (tj. słusznymi). Dlatego też sprowadzono je do 24 trybów słusznych, po sześć w obrębie każdej z figur.
Tryb „Barbara” zalicza się do trybów słusznych I figury. Powstaje według schematu:
Obrazuje to schemat:
Termin „M” występuje w przesłankach, ale nie we wniosku. Przesłanka większa jest zapisywana jako pierwsza (najwyżej). Poniżej umieszcza się przesłankę mniejszą. Dlatego też sylogizm oznacza, jak już wyżej wspomniano: „Każde M jest P, każde S jest M, więc każde S jest P”. Ten tryb nazywany jest „Barbara”, ponieważ składa się z trzech stałych „a”. W średniowieczu dla ułatwienia zapamiętania trybów ułożono wierszyk:
Barbara, Celarent, Darii, Ferio que prioris;
Cesare, Camestres, Festino, Baroco sedundae;
tertia Darapti, Disamis, Datisi, Felapton;
Bocardo, Ferison habet; quarta insuper addit
Bamalip, Camenes, Dimatis, Fesapo, Fresison.
Pozostałe tryby przedstawione są w tabeli poniżej, ułożone przy pomocy diagramów Venna, zgodnie z figurami:
| I figura   | Barbara | Barbari | Celarent  | Celaront  | Darii   | Ferio    |
| II figura  | Cesare  | Cesaro  | Camestres | Camestros | Festino | Baroco   |
| III figura | Darapti | Disamis | Datisi    | Felapton  | Bocardo | Ferison  |
| IV figura  | Bamalip | Calemes | Calemos   | Dimatis   | Fesapo  | Fresison |